# Austrolimnophila tremula
Austrolimnophila tremula är en tvåvingeart som beskrevs av Alexander 1929. Austrolimnophila tremula ingår i släktet Austrolimnophila och familjen småharkrankar. Inga underarter finns listade i Catalogue of Life.